# Hypnum pervilleanum
Hypnum pervilleanum là một loài Rêu trong họ Hypnaceae. Loài này được Schimp. mô tả khoa học đầu tiên năm 1881.